# باشگاه فوتبال رئال ساراگوسا
رئال ساراگوسا اس‌ای‌دی (به اسپانیایی: .Real Zaragoza, S.A.D)، باشگاه فوتبالی است که در شهر ساراگوسا از ایالت آراگون کشور اسپانیا قرار دارد. این باشگاه که در ۱۸ مارس ۱۹۳۲ تأسیس شده‌است، در فصل ۰۹–۲۰۰۸ لیگ دسته دوم باشگاه‌های اسپانیا، موسوم به سگوندا دیویژن، با قرار گرفتن در ردهٔ دوم، موفق به صعود به لالیگا شد. ورزشگاه خانگی باشگاه نیز لا روماردا است که ۳۳٬۶۰۸ نفر گنجایش دارد.
از مهم‌ترین افتخارات باشگاه، می‌توان به کسب ۶ عنوان کوپا دل ری و یک عنوان سوپرکاپ اسپانیا و نیز یک قهرمانی در جام برندگان اروپا در سال ۱۹۹۵ اشاره کرد.
از بازیکنان بزرگ این تیم می‌توان به مارسلینو مارتینز اشاره کرد که با ۱۱ سال بازی در این تیم اسطورهٔ رئال ساراگوسا به‌شمار می‌آید و همچنین مارتینز، گل قهرمانی اسپانیا در یورو۱۹۶۴ را به ثمر رساند.